# Olografia

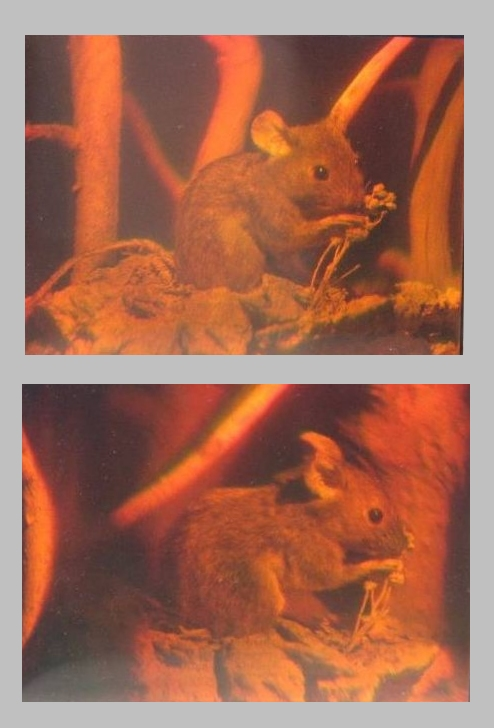
Lo stesso ologramma da due diversi punti di vista

L'olografia è una tecnologia ottica di memorizzazione di un'informazione visiva sotto forma di un finissimo intreccio di frange di interferenza con impiego di luce laser coerente, opportunamente proiettata; l'immagine creata dalle frange di interferenza è caratterizzata da una illusione di tridimensionalità. Si tratta più propriamente di effetto di parallasse nella percezione dell'immagine, ossia l'immagine è percepita diversa a seconda del punto di visione; nel caso dei due occhi, ognuno di essi percepisce l'immagine da una posizione leggermente diversa rispetto all'altro. Tale differenza, detta appunto di parallasse, nella normale visione determina la percezione tridimensionale. 
L'etimo del termine "Olografia" deriva dal greco antico ὅλος, holos, "tutto", e γραφή, grafè, "scrittura" e significa letteralmente "descrivo tutto".

## Storia
Teorizzata dallo scienziato ungherese Dennis Gabor, che realizzò semplici ologrammi utilizzando la luce verde dello spettro di una lampada a vapori di mercurio, non ebbe applicazioni significative fino all'introduzione di sorgenti di luce laser altamente coerente negli anni sessanta. Con l'introduzione delle sorgenti laser incominciò lo sviluppo di varie tecniche di registrazione olografica in seguito ai contributi di Emmett Leith, Juris Upatnieks, Yuri Denisyuk, George Stroke e altri.
Terminata la fase della cosiddetta esplosione olografica (tra il 1963 alla metà degli anni '80), le lastre olografiche ad alogenuri d'argento divennero pressoché introvabili a causa della decisione da parte di Kodak, Agfa e Ilford di porre fine alla loro produzione.

## Principio di funzionamento

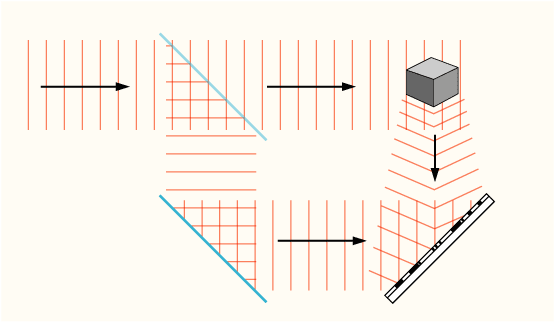
Registrazione dell'immagine olografica

L'informazione registrata è l'interferenza tra una parte di luce (proveniente dalla stessa sorgente coerente) riflessa da uno specchio e il fronte d'onda riflesso da un oggetto su una lastra fotografica a grana finissima, chiamato ologramma. La finezza della grana di una lastra per olografia consente la risoluzione di 3000 - 5000 linee/mm.
La tecnica olografica si basa sul fenomeno dell'interferenza ottica. Nella registrazione di un ologramma la luce proveniente da un laser viene divisa da uno specchio semitrasparente (beam-splitter). I due raggi risultanti vengono quindi espansi e convogliati mediante appositi specchi: uno di essi va a illuminare il soggetto (fronte d'onda dell'oggetto), mentre il secondo incide direttamente su una lastra fotografica (fronte d'onda di riferimento). Su di essa i due fronti d'onda interferiscono e la registrazione delle frange d'interferenza è l'ologramma. La lastra è ovviamente sviluppata e fissata come in un ordinario procedimento fotografico in bianco e nero. Quando sulla lastra si rinvia l'onda di riferimento, il fronte d'onda dell'oggetto viene ricostruito punto per punto della lastra. Da qui deriva l'effetto di parallasse tipico dell'immagine virtuale che si vede traguardando attraverso la lastra olografica, esattamente come se l'oggetto fosse visto, punto per punto, attraverso una finestra.
Con diverse tecniche si registrano ologrammi dalle diverse proprietà:
- ologramma per trasmissione, nel quale l'immagine viene osservata dal lato opposto a quello di provenienza della luce;
- ologramma per riflessione, in cui l'immagine viene osservata dallo stesso lato da cui proviene la luce.

Gli ologrammi presenti sulle carte di credito sono degli ologrammi per riflessione a luce bianca (WLTO) specchiati in modo da permetterne la visibilità per riflessione.
La tecniche olografiche volte alla creazione di supporti per memorizzazione di massa olografici sono in fase avanzata di studio (con la produzione di prototipi) e vari annunci di imminente commercializzazione, da parte di aziende dell'industria elettronica quali Maxell (tramite la società InPhase Technologies), Optware, Fujifilm, CMC Magnetics.
La realizzazione di un ologramma non richiede lenti, salvo particolari tecniche. Per ragioni pratiche è comunque prassi utilizzare delle lenti come beam expander per espandere il raggio laser in modo che esso possa illuminare per intero l'oggetto e la lastra. Le lenti devono avere qualità superficiale elevata per non compromettere le caratteristiche del raggio coerente.

## Utilizzi tecnici
L'olografia ha utilizzi anche in ambito metrologico, e consente misure di spostamento a tutto campo con una precisione dell'ordine di grandezza della lunghezza d'onda del raggio utilizzato (tipicamente frazioni di micron per la luce visibile). La tecnica utilizzata si chiama interferometria olografica, e si basa sulla sovrapposizione (anche in tempo reale) dell'ologramma di un oggetto in stato di riposo e in stato deformato: ne nascono frange di interferenza macroscopiche (visibili ad occhio nudo) la cui conta consente di risalire allo spostamento da misurare.